# Rhizotrogus parvulus
Rhizotrogus parvulus är en skalbaggsart som beskrevs av Wilhelm Gottlob Rosenhauer 1856. Rhizotrogus parvulus ingår i släktet Rhizotrogus och familjen Melolonthidae. Inga underarter finns listade i Catalogue of Life.